# I Am the Best
I Am the Best (내가 제일 잘 나가?, Naega Jeil Jal NagaLR) è un singolo del gruppo musicale sudcoreano 2NE1, pubblicato il 24 giugno 2011.

## Tracce
- Download digitale

1. I Am the Best – 3:27

## Riconoscimenti
- Mnet Asian Music Award
  - 2011 – Candidatura Best Dance Performance – gruppi femminili
  - 2011 – Canzone dell'anno
- Melon Music Award
  - 2011 – Candidatura Popular Netizen Song
- Korean Music Award
  - 2012 – Miglior canzone Dance/Elettronica
  - 2012 – Candidatura Song of the Year
- MTV Video Music Awards Japan
  - 2012 – Best New Artist

### Premi dei programmi musicali
- Music Bank
  - 5 agosto 2011
- Inkigayo
  - 17 luglio 2011

## Classifiche

### Classifiche settimanali
| Classifica (2011-14) | Posizione massima |
| -------------------- | ----------------- |
| Corea del Sud        | 1                 |
| Francia              | 61                |

### Classifiche di fine anno
| Classifica (2011) | Posizione |
| ----------------- | --------- |
| Corea del Sud     | 7         |